# Storøya (Eidselva)
Storøya (norwegisch für „große Insel“) ist eine Insel im Fluss Eidselva in der Gemeinde Stad in der norwegischen Provinz Vestland.
Die unbewohnte Insel liegt etwa 400 Meter östlich der Mündung des Eidselva in den Eidsfjord südlich des Orts Nordfjordeid. Sie erstreckt sich in West-Ost-Richtung über etwa 120 Meter, bei einer Breite von bis zu 30 Metern. Vom nördlichen Flussufer ist sie etwa 50, vom südlichen etwa 20 Meter entfernt. Die flache Insel erreicht nur eine Höhe von etwa einem Meter. Ihre Ufer sind von Bäumen und Gebüsch bestanden, das Inselinnere wird landwirtschaftlich als Wiese genutzt.